# Home Alone 3
Home Alone 3 (bra: Esqueceram de Mim 3; prt: Sozinho em Casa 3)  é uma comédia cinematográfica estadunidense de 1997 dirigida por Raja Gosnell. Produzido e escrito por John Hughes, o filme é a sequência indireta de Home Alone 2: Lost in New York (1992), sendo o primeiro filme da série Home Alone a não apresentar o ator Macaulay Culkin e o elenco dos filmes anteriores, assim como o diretor Chris Columbus e o compositor John Williams.
Home Alone 3 marca a estreia de Gosnell, que atuou como editor nos dois filmes anteriores, como diretor de cinema. É estrelado por Alex D. Linz como Alex Pruitt, um garoto prodígio de oito anos que defende sua casa de um perigoso grupo de criminosos que trabalham para uma organização terrorista norte-coreana.

## Enredo
Peter Beaupre, Alice Ribbons, Burton Jernigan e Earl Unger são quatro assassinos procurados internacionalmente que trabalham para uma organização terrorista norte-coreana. Tendo roubado um chip de computador com camuflagem de mísseis de US $ 10 milhões, os ladrões o colocam dentro de um carro de controle remoto para passar pela segurança do aeroporto. No entanto, ocorre uma confusão de bagagens, fazendo com que uma mulher chamada Sra. Hess inadvertidamente pegue a bolsa dos ladrões que contém o carro, enquanto volta para casa em Chicago. Os quatro ladrões chegam a Chicago e revistam sistematicamente todas as casas do bairro suburbano de Hess para encontrar o chip.
Enquanto isso, Alex Pruitt recebe o carro de controle remoto por Hess por escavar sua garagem, mas ela dá uma palestra para ele por coçar em público. Ele volta para casa e tira a camisa para descobrir que tem varicela e, portanto, deve ficar fora da escola. No dia seguinte, Alex descobre os ladrões enquanto espiona seus vizinhos. Ele conecta uma câmera ao carro de controle remoto e a usa para espioná-las, levando os ladrões a persegui-la quando a veem. Pensando no que os ladrões querem com o carro de brinquedo, Alex abre e descobre o chip roubado. Ele informa o Centro de Recrutamento da Força Aérea local sobre o chip enquanto pergunta se eles podem encaminhar as informações sobre o chip para as autoridades certas.
Os ladrões concluem que Alex os observa e decidem persegui-lo. Quando uma tempestade de neve atinge Chicago, os ladrões bloqueiam o caminho para a casa e Alice cola Hess em uma cadeira em sua garagem e deixa a porta aberta. A essa altura, Alex equipou sua casa com armadilhas e se prepara para partir com seu rato de estimação, Doris, e o papagaio de boca alta de seu irmão. Depois que suas numerosas tentativas de invasão são frustradas pelas armadilhas de Alex, os ladrões se infiltram na casa e procuram por Alex. Alex foge para o sótão e pega o elevadoraté o porão, depois corre para fora e liga para Alice, Jernigan e Unger. Os ladrões veem Alex e notam um trampolim abaixo deles. Jernigan e Unger saltam para perseguir Alex, mas o trampolim cede e eles caem em uma piscina congelada. Alice abre caminho na rampa do elevador, mas cai no porão porque Alex removeu o fundo.
Alex salva Hess e é encurralado por Beaupre, mas o assusta com uma pistola de bolhas parecida com uma Glock . Enquanto isso, agentes do FBI chegam à escola dos irmãos de Alex, depois de serem avisados pelo centro de recrutamento. A família de Alex leva os agentes para sua casa, onde a polícia chega e prende Alice, Jernigan e Unger. No entanto, Beaupre foge para o forte de neve no quintal. O papagaio conduz o carro de controle remoto para o forte de neve e ameaça acender fogos de artifício, que estão alinhados ao redor do interior. Beaupre oferece um biscoito, mas o papagaio exige dois. Como ele só tem um, o papagaio acende os fogos de artifício e foge. Beaupre é descoberto e preso.
Mais tarde, Alex e sua família comemoram com seu pai voltando para casa de uma viagem de negócios. Hess, que faz amizade com Alex depois que ele a resgata com sucesso, está lá, junto com o FBI e a polícia, enquanto a casa de Alex está sendo reparada. Em seguida, os ladrões são mostrados tirando suas fotos de canecas e parecem ter pego a varicela de Alex.

## Elenco
- Alex D. Linz .... Alex Pruitt
- Olek Krupa .... Peter Beaupre
- Rya Kihlstedt .... Alice Ribbons
- Lenny von Dohlen .... Burton Jernigan
- David Thornton .... Earl Unger
- Haviland Morris .... Karen Pruitt
- Kevin Kilner .... Jack Pruitt
- Marian Seldes .... Mrs. Hess
- Seth Smith .... Stan Pruitt
- Scarlett Johansson .... Molly Pruitt

## Produção
Uma terceira parte da franquia Home Alone foi planejada para ser produzida logo após o lançamento de Lost in New York, no entanto, os planos para uma sequência fracassaram. A ideia para um terceiro filme foi revivida em meados dos anos 90; os primeiros rascunhos do roteiro contavam com Macaulay Culkin retornando como Kevin McCallister adolescente; no entanto, Culkin não estava mais atuando em papéis no cinema desde 1994. Como resultado, a ideia foi reformulada, centrando-se em um novo elenco de personagens. Home Alone 3 foi filmado em Chicago e Evanston, Illinois, com algumas cenas sendo rodadas no Aeroporto Internacional O'Hare.
A Fox Family Films, divisão de filmes familiares da 20th Century Fox, ajudou a produzir o filme, apesar de não ser creditada.

## Recepção
O filme acumulou um pouco mais de setenta e nove milhões de dólares em todo o mundo, tornando-se um moderado sucesso comercial considerando seu orçamento de trinta e dois milhões.
No site agregador de críticas Rotten Tomatoes, 29% das 24 resenhas dos críticos são positivas. As audiências consultadas pelo CinemaScore deram ao filme uma nota média de "B+" numa escala de "A+ a F".
O crítico Roger Ebert, do jornal Chicago Sun-Times, deu ao filme uma crítica positiva dando-lhe 3 de 4 estrelas em sua resenha dizendo que o considerou "fresco, muito engraçado e melhor do que os dois primeiros".
O filme foi indicado ao prêmio Framboesa de Ouro na categoria de "Pior Remake ou Sequência", perdendo para Speed 2: Cruise Control.